# Predsednik poslanske zbornice Italijanske republike
Predsednik poslanske zbornice Italijanske republike je hierarhično tretja najvišja funkcija v državi, po republiškem predsedniku in predsedniku senata. Izvoljen je po strogo določenem postopku s tajnim voljenjem. Trenutni (2013) predsednik poslanske zbornice je Laura Boldrini.
Glavna dolžnost predsednika poslanske zbornice je skrb za pravilno delovanje zbornice in odgovornost za pravilno strukturo njenih organov. Med zasedanji odloča o dnevnem redu in o trajanju posameznih govorov, vodi razprave in skrbi za red v avli.  Razen tega odloča o pristojnosti raznih parlamentarnih komisij za preučitev zakonskih osnutkov, ki so bili predloženi poslanski zbornici.
Člen 55 ustave določa, da je predsednik poslanske zbornice zadolžen za predsedstvo parlamenta v plenarnem zasedanju (senat in poslanska zbornica). Enako kot tudi predsednik senata, mora podati svoje mnenje republiškemu predsedniku, preden se ta odloči za razpust zbornic. 
Pri volitvah republiškega predsednika mora predsednik poslanske zbornice sklicati parlament v teku 30 dni pred zapadlostjo mandata državnega poglavarja, oziroma v teku 15 dni po njegovi smrti ali ostavki (člena 85 in 86 ustave).
Za imenovanje nekaterih pomembnih državnih funkcionarjev mora predsednik poslanske zbornice sodelovati s predsednikom senata. Njuno sodelovanje je obvezno na primer pri imenovanju najvišjih oblasti, ki urejajo komercialno konkurenco ter množična občila, pri imenovanju upravnega odbora RAI in pri imenovanju predsedniškega sveta Državnega knjigovodstva.